# Marc Heijmans
Marc Heijmans (né à Almelo, aux Pays-Bas, le 30 septembre 1959) est un historien de l’Antiquité tardive.

## Biographie
Après des études en lettres classiques, d’archéologie et d’histoire à l’université de Leyde, il participe aux chantiers archéologiques d’été à Arles où il s’installe en 1989. Il intègre l’équipe archéologique du musée en 1991 en poursuivant à l’université de Provence son doctorat en archéologie sur l’histoire et l’archéologie de la ville d’Arles durant l'Antiquité tardive (1997) et en dirigeant l’ensemble des opérations de terrain jusqu’à son départ en 2002.
Il rejoint à cette date le CNRS et intègre du centre Lenain de Tillemont (CNRS - Paris IV-Sorbonne). Il participe à plusieurs programmes de recherches concernant la topographie, la prosopographie et l’épigraphie chrétiennes de la Gaule, notamment comme responsable du programme « Atlas topographique des villes de Gaule méridionale » et, depuis 2004, des fouilles de l’enclos Saint-Césaire à Arles. En 2009, il rejoint le Centre-Camille-Jullian (AMU-CNRS-MCC) et est nommé directeur de recherche au CNRS en 2018.
Membre de l'Académie d'Arles, il la préside depuis 2017.

## Ouvrages
- 2001 - D’un monde à l’autre. Naissance d’une Chrétienté en Provence. IVe  - VIe siècle, catalogue d'exposition, Arles (en collaboration avec Jean Guyon).
- 2004 - Arles durant l’Antiquité tardive. De la Duplex Arelas à l’Urbs Genesii - Col. EFR, 324, Rome.
- 2006 - Arles antique - Coll. Guides archéologiques de la France, Paris (en collaboration avec Jean-Maurice Rouquette et Claude Sintès).
- 2008 - Arles, Crau, Camargue - Carte archéologique de la Gaule Romaine, 13/5, Paris (en collaboration avec Marie-Pierre Rothé).
- 2011 - Histoire et archéologie de la Provence antique et médiévale. Hommages à Jean Guyon, Prov. Hist., 243-244, janv.-juin 2011 (en collaboration avec Yann Codou).
- 2013 - L'Antiquité tardive en Provence (IVe – VIe siècle) : Naissance d'une chrétienté, Arles (en collaboration avec Jean Guyon).
- 2013 - Prosopographie chrétienne du Bas-Empire, vol. 4. La Gaule chrétienne (314-614), Paris  (en collaboration avec Luce Pietri).
- 2016 - L'Académie d'Arles. Splendeurs et renaissances, Paris.
- 2018 - Autour des reliques de saint Césaire d'Arles, Actes du colloque d'Arles des 11, 12 et 13 octobre 2013, Arles (en collaboration avec Anastasia Ozoline).
- 2019 - Archéologie et histoire en territoire arlésien, Hommage à Jean Piton, Autun (en collaboration avec David Djaoui).
- 2020 - Concile d'Arles. Première assemblée des évêques de l'Église naissante en Occident, 314-2014. Actes du colloque du 11 octobre 2014 (Travaux de l'Académie d'Arles, 2), Arles.